# Birgit Skiöld
Birgit Skiöld, född 18 mars 1923 i Stockholm, död 18 maj 1982 i London, var en svensk-brittisk målare och grafiker.
Hon var dotter till skeppsmäklaren Per Skiöld och Kerstin Theoander och gift med den engelske museiintendenten Peter Bird. Skiöld studerade möbelformgivning vid Konstfackskolan i Stockholm 1942–1943 och vid Anglo-French Art Centre i London 1948–1951 samt därefter vid Académie de la Grande Chaumière i Paris 1954 och grafiskt tryck för Henry Trivick, etsning för Richard Beer på Regent Street Polytechnic art school. Hon gjorde också en studieresa till Italien 1954. Hon bosatte sig i London efter sitt giftermål där hon vid sidan av sitt eget skapande drev en Print Workshop som hon etablerade 1956, från 1958 på Charlotte Street i London. Detta var den första öppna verkstaden av sitt slag i Storbritannien. I den samarbetade hon med och lärde upp många avant-gardeartister som David Hockney, Jim Dine och Eduardo Paolozzi. Ett sent stort projekt gällde framställning av handgjort papper, i vilket ett flertal resor till Japan, där hon studerade de traditionella hantverksmetoder som hon fann lämpliga papper för konsttryck. Tillsammans med Birgitta Roos och Johnny Mattsson ställde hon ut i Linköping 1952 och hon medverkade i ett par svenska samlingsutställningar bland annat Då och nu. Svensk grafik 1600–1959 som visades på Liljevalchs konsthall, Grafiska sällskapets jubileumsutställning på Göteborgs konsthall 1960 och grafiktriennalen på Nationalmuseum 1965. Hon har även medverkat i samlingsutställningar i Dublin, Cleveland, Memphis, Los Angeles och ett stort antal Engelska utställningar. Hennes konst består av stilleben och luftiga landskapsskildringar utförda i akvarell eller i form av grafiska blad. Ett arkiv över Birgit Skiöld finns på Victoria and Albert Museum i London och hon är representerad vid Moderna museet.